# János Baar
Johann Baar, indicato anche come Hans Baar o Lászlo Baar (Vienna, 1º gennaio 1895 – ...), è stato un allenatore di calcio e calciatore austriaco, di ruolo centrocampista.

## Carriera
Fu consigliato ai dirigenti della Roma da Hugo Meisl, in occasione della trasferta della squadra capitolina a Vienna per una partita di Coppa Europa contro il First Vienna.
Ingaggiato inizialmente come allenatore della squadra riserve e vice di Herbert Burgess, di cui prese il posto dopo la decima giornata diventando il più giovane allenatore della storia della Roma.
Baar era un grande comunicatore, aveva imparato molto bene l'italiano ed intratteneva buone relazioni con i giornalisti, e con un buon finale di stagione riuscì a portare la Roma al terzo posto pur senza farla lottare per il titolo. La stagione seguente la Roma partì con grandi ambizioni di classifica ma la squadra ottenne soltanto due vittorie nelle prime 6 giornate e ciò spinse la dirigenza ad esonerare l'allenatore.
Non rimase a lungo disoccupato: nel resto della stagione sedette sulla panchina del Bari, subentrando ad Ernest Erbstein all'ottava giornata. La squadra terminò la stagione al penultimo posto e retrocedette in Serie B.